# Pälkäne

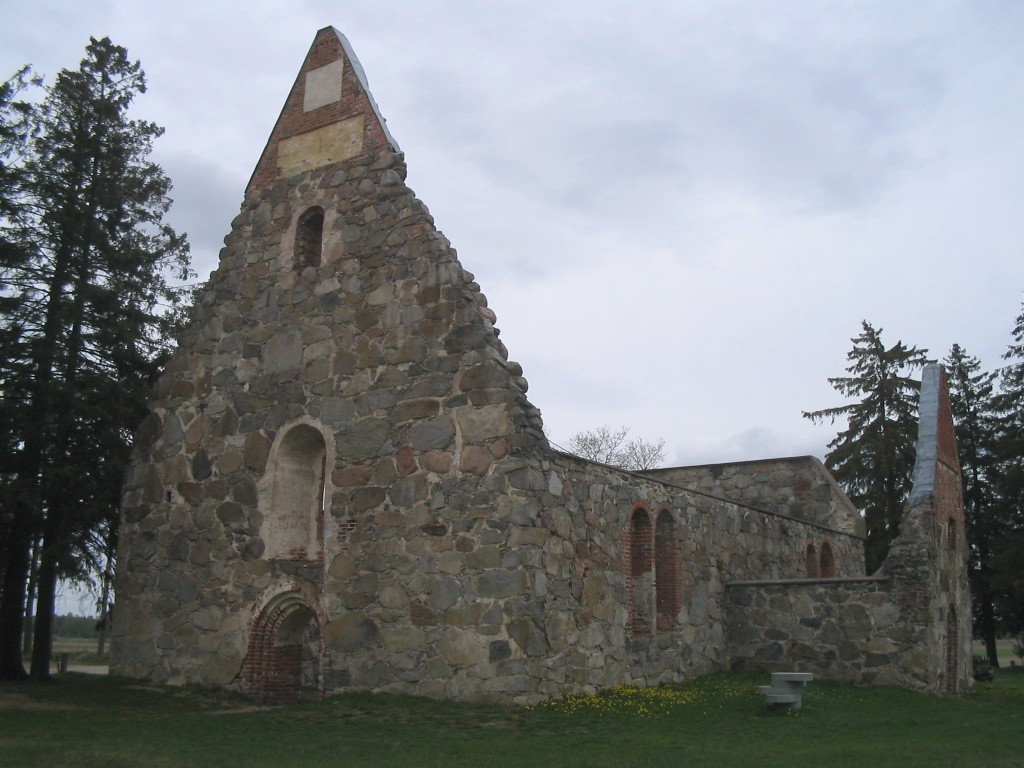
Ruinerna av den medeltida kyrkan i Pälkäne.

Pälkäne är en kommun i landskapet Birkaland i Finland, cirka 40 km sydost om Tammerfors. Pälkäne har 6 439 invånare och har en yta på 738,15 km², varav 177,67 km² är vatten.
Kommunerna Pälkäne och Luopioinen sammanslogs den 1 januari 2007 till den nya kommunen Pälkäne. Pälkäne är enspråkigt finskt.
I Pälkäne kommun finns tre tätorter. De är Aitoo, Luopioinens kyrkoby och centralorten Epaala.

## Historia
Pälkänetrakten hörde ursprungligen i kyrkligt hänseende till Sääksmäki. Då förvaltningssocknen Pälkäne grundades i slutet av 1300-talet minskade samröret med Sääksmäki och den i slutet av 1300-talet grundade kyrksocknen Kangasala låg närmare. Vid sekelskiftet 1400 gjordes Pälkäne till ett kapell under Kangasala. Som kapell nämns Pälkäne 1409 men som kyrksocken redan år 1445. Den medeltida kyrkoruinen härstammar från sekelskiftet 1500 och övergavs 1839, då församlingens nya tegelkyrka hade färdigställts. Under förfallsperioden på 1800-talet användes byggnaden till olika sekulära ändamål. På senare tid omtalas emellertid byggnaden, som fortlöpande restaureras, som Finlands ståtligaste medeltida kyrkoruin och är Pälkänes främsta sevärdhet.
År 1713 drabbade svensk-finska armén, under general Carl Gustaf Armfeldt d.ä., samman med den ryska armén vid Kostianvirta men var tvungen att retirera.

## Geografi
I Pälkäne finns de två större sjöarna Pälkänevesi och Mallasvesi, som är förbundna via ån Kostianvirta (svenska: Kostia å eller Kostia ström). Mallasvesi liksom sjöarna Kukkia och Roine är delvis belägna i kommunen.

## Politik

### Mandatfördelning i Pälkäne kommun, valen 1976–2021
| 2 | 5 | 5 | 1 | 1 | 7 |

| 2 | 5 | 5 | 1 | 8 |

| 1 | 6 | 5 | 9 |

| 6 | 5 | 10 |

|  | 7 | 2 | 5 | 12 |

|  | 6 | 3 | 5 | 12 |

|  | 6 | 2 | 5 | 13 |

| 6 |  | 6 | 4 | 10 |

| 20 | 7 |

| 2 | 6 |  | 2 | 7 | 9 |

| 22 | 5 |

|  | 5 | 4 | 8 | 9 |

| 20 | 7 |

|  | 6 | 2 | 7 | 11 |

| 20 | 7 |

|  | 4 | 3 |  | 3 | 6 | 9 |

| 18 | 9 |

## Demografi

### Befolkningsutveckling
| Befolkningsutvecklingen i Pälkäne kommun 1975–2020                                                           | Befolkningsutvecklingen i Pälkäne kommun 1975–2020 | Befolkningsutvecklingen i Pälkäne kommun 1975–2020 | Befolkningsutvecklingen i Pälkäne kommun 1975–2020 | Befolkningsutvecklingen i Pälkäne kommun 1975–2020 |
| --- | -------------------------------------------------- | -------------------------------------------------- | -------------------------------------------------- | -------------------------------------------------- |
| |                                                    |                                                    |                                                    |                                                    |
| År |                                                    |                                                    | Folkmängd                                          |                                                    |
| 1975 | 1975                                               |                                                    | 7 045                                              |                                                    |
| 1980 | 1980                                               |                                                    | 6 551                                              |                                                    |
| 1985 | 1985                                               |                                                    | 6 497                                              |                                                    |
| 1990 | 1990                                               |                                                    | 6 573                                              |                                                    |
| 1995 | 1995                                               |                                                    | 6 708                                              |                                                    |
| 2000 | 2000                                               |                                                    | 6 682                                              |                                                    |
| 2005 | 2005                                               |                                                    | 6 861                                              |                                                    |
| 2010 | 2010                                               |                                                    | 6 950                                              |                                                    |
| 2015 | 2015                                               |                                                    | 6 676                                              |                                                    |
| 2020 | 2020                                               |                                                    | 6 415                                              |                                                    |
| Anm: Uppgifterna avser förhållandena den 31 december nämnda år enligt områdesindelningen den 1 januari 2022. |                                                    |                                                    |                                                    |                                                    |

## Kända personer från Pälkäne
- Enni Lundström (1866–1933), författare och journalist
- Toivo Salonen (1933–), skridskoåkare
- Riku Helenius (1988–), ishockeymålvakt
- Aku Peltonen (1886–1954), skådespelare och regissör